# Urlop dziekański
Urlop dziekański – przerwa w studiowaniu trwająca semestr lub rok akademicki. Zasady przyznania mogą być różne na poszczególnych uczelniach, zazwyczaj dotyczą przyczyn ograniczonej zdolności studenta do nauki związanych z ważnymi wydarzeniami w jego życiu: choroba, urodzenie dziecka, ewentualnie ślub. Student na urlopie dziekańskim zachowuje wszystkie przywileje prawne związane z posiadaniem legitymacji studenckiej (np. zniżki na bilety komunikacji miejskiej).